# Technische Fraktion der Europäischen Rechten
Die Technische Fraktion der Europäischen Rechten (engl. Technical Group of the European Right, fr. Groupe technique des droites européennes), kurz DR oder GTDE, war eine von 1989 bis 1994 bestehende rechtsextreme Fraktion im Europaparlament. Sie war Nachfolger der von 1984 bis 1989 bestehenden Fraktion der Europäischen Rechten (ER). Insgesamt zählte die Fraktion 17 Abgeordnete. Vorsitzender war der französische Politiker Jean-Marie Le Pen, Vorsitzender der Front National. Stellvertretende Fraktionsvorsitzende waren der Vorsitzende des Vlaams Blok, Karel Dillen, und – bis zu seinem Ausscheiden aus der Fraktion am 10. Dezember 1990 – der Republikaner-Vorsitzende Franz Schönhuber, anschließend Hans-Günter Schodruch.

## Geschichte
Die Parlamentsfraktion entstand nach der Europawahl 1989. Zunächst hatten die Rechtsextremen nach dem Ergebnis der Europawahl Schwierigkeiten, auf europäischer Ebene eine Fraktion zu bilden. Grund dafür waren das Ausscheiden der griechischen EPEN aus dem Europäischen Parlament und der Wechsel der nordirischen UUP zur EVP-Fraktion. Zudem wollten die Republikaner auf Grund der Südtirolfrage keine gemeinsame Fraktion mit der italienischen MSI bilden. Die MSI wiederum lehnte den Führungsanspruch Le Pens ab und schloss deshalb eine Beteiligung an einer von Le Pen geführten Fraktion aus. Letztlich einigte sich der Front National (FN) mit den Republikanern (REP) und dem Vlaams Blok (VB) darauf, eine technische Fraktion zu bilden.
Das französische Fraktionsmitglied Claude Autant-Lara hielt als Alterspräsident die Eröffnungsrede, die allgemein als antisemitisch angesehen wurde. Unter anderem bezeichnete Autant-Lara die Existenz von Gaskammern als Lüge und beleidigte die Politikerin Simone Veil, indem er ihr vorwarf, dass sie aus ihrer Gefangenschaft im Konzentrationslager Nutzen gezogen habe. Die meisten Parlamentsmitglieder verließen noch während Autant-Laras Rede den Saal. In der Folge wurde Autant-Lara gedrängt, sein Mandat niederzulegen, was er am 5. September 1989 tat.
Im Laufe der Legislaturperiode kam es immer wieder zu Streitereien zwischen und innerhalb der Parteien. Während die REP und der separatistische VB auf Regionalismus schworen, argumentierte der FN etatistisch und zentralistisch. Die Abgeordneten der Republikaner zerstritten sich untereinander, alle bis auf Schönhuber verließen die Partei (siehe Die Republikaner#Die Zeit unter Franz Schönhuber (1985–1994)). Letztlich verließen vier der sechs deutschen und ein französischer Abgeordneter die Fraktion, so dass diese am Ende auf zwölf Abgeordnete geschrumpft war.
Bei der Europawahl 1994 scheiterten die Republikaner an der Sperrklausel. Obwohl FN und VB jeweils einen Sitz zugewinnen konnten, reichte es mangels weiterer Partner nicht, die Anforderungen an eine Fraktionsbildung (23 Abgeordnete aus zwei Ländern) zu erfüllen, ihre Abgeordneten blieben daher ab 1994 fraktionslos.
| Zeitraum  | Fraktion                                        | Wichtigste Parteien |
| --------- | ----------------------------------------------- | ------------------- |
| 1984–1989 | Fraktion der Europäischen Rechten               | FN, MSI             |
| 1989–1994 | Technische Fraktion der Europäischen Rechten    | FN, REP             |
| 2007      | Identität, Tradition, Souveränität              | FN, PRM             |
| 2009–2014 | Europa der Freiheit und der Demokratie          | UKIP, Lega Nord     |
| 2014–2019 | Europa der Freiheit und der direkten Demokratie | UKIP, M5S           |
| 2015–2019 | Europa der Nationen und der Freiheit            | FN/RN               |
| 2019–2024 | Fraktion Identität und Demokratie               | Lega, RN, AfD       |
| seit 2024 | Patrioten für Europa                            | RN, Fidesz          |
| seit 2024 | Europa der Souveränen Nationen                  | AfD                 |

## Mitglieder
| Land        | Partei           | Anzahl | Anzahl | Abgeordnete |
| Land        | Partei           | Beginn | Ende   | Abgeordnete |
| ----------- | ---------------- | ------ | ------ | --- |
| Deutschland | Die Republikaner | 06     | 2      | Franz Schönhuber (stellvertretender Vorsitzender, ab 11. Dezember 1990 fraktionslos), Klaus-Peter Köhler (stellvertretender Schatzmeister, ab 18. Februar 1991 parteilos), Hans-Günter Schodruch (ab 11. Dezember 1990 stellvertretender Vorsitzender, ab 18. Februar 1991 parteilos), Johanna Grund (ab 18. Februar 1991 parteilos, ab 14. Mai 1991 fraktionslos), Emil Schlee (ab 24. April 1991 fraktionslos), Harald Neubauer (ab 18. Februar 1991 DLVH, ab 13. Mai 1991 Mitglied des Vorstands, ab 31. Januar 1994 fraktionslos) |
| Belgien     | Vlaams Blok      | 01     | 1      | Karel Dillen (Stellvertretender Vorsitzender) |
| Frankreich  | Front National   | 10     | 9      | Jean-Marie Le Pen (Vorsitzender), Jean-Marie Le Chevallier (Schatzmeister), Martine Lehideux (Stellvertretende Vorsitzende), Yvan Blot (ab 13. Mai 1991 Mitglied des Vorstands), Jacques Tauran (ab 13. Mai 1991 Mitglied des Vorstands), Bernard Antony (ab 13. Mai 1991 Mitglied des Vorstands), Bruno Gollnisch, Bruno Mégret, Claude Autant-Lara (am 4. September 1989 ausgeschieden), Jean-Claude Martinez (Nachrücker für Autant-Lara am 5. September 1989), Pierre Ceyrac (ab 23. Februar 1994 fraktionslos)                   |